# Vatra Moldoviței (gmina)
Vatra Moldoviței – gmina w Rumunii, w okręgu Suczawa. Obejmuje miejscowości Ciumârna, Paltinu i Vatra Moldoviței. W 2011 roku liczyła 4099 mieszkańców.